# 1132

## Починали
- 14 април – Мстислав I, велик княз на Киевска Рус (р. 1076)